# Калиновка (Давлекановський район)
Кали́новка (рос. Калиновка, башк. Калиновка) — присілок у складі Давлекановського району Башкортостану, Росія. Входить до складу Казангуловської сільської ради.
Населення — 42 особи (2010; 22 в 2002).
Національний склад:
- росіяни — 73 %